# 알현

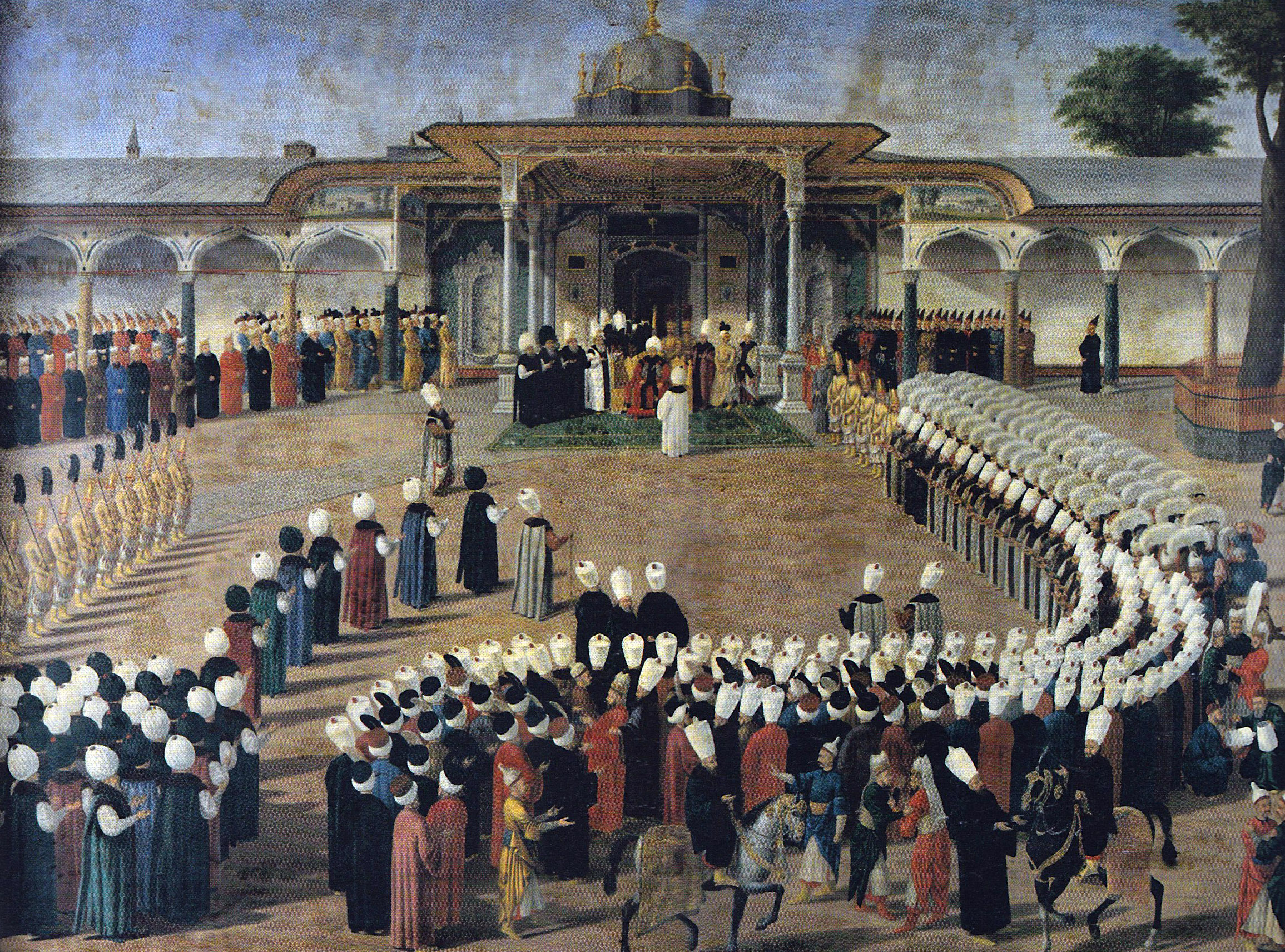
1724년 10월 10일 톱카프 궁전에서 오스만 제국의 셀림 3세를 만났던 프랑스 왕국 외교관의 알현 장면.

알현(謁見, 영어: Audience)은 사람이 군주나 교황과 같은 지체가 높은 사람을 찾아가서 뜻을 교류하는 회담이다. 알현은 주로 공식적인 초대로 가능하다. 한편 의원내각제를 표방하는 공화국에서 국가 원수와 면담을 일도 알현이라고도 일컫는다.

## 교황의 알현
과거에는 오직 엄격한 복장 규정을 갖춘 사람들만 교황을 알현 할 수 있었다. 남자들은 모닝코트 또는 하얀색 넥타이와 연미복을 입도록 시켰다. 교황을 만나고 싶었던 여자들은 검은색 긴 옷과 만티야를 입도록 시켰다. 그 예외로 천주교 여자 왕족이 하얀색 옷을 입을 수 있다. 예복은 현재 외교적인 알현인 경우에 입는다.